# Турксадский сельсовет
Турксадский сельсовет — упразднённое сельское поселение в Левокумском районе Ставропольского края Российской Федерации.
Административный центр — село Турксад.

## История
Статус и границы сельского поселения установлены Законом Ставропольского края от 4 октября 2004 года № 88-КЗ «О наделении муниципальных образований Ставропольского края статусом городского, сельского поселения, городского округа, муниципального района».
С 16 марта 2020 года, в соответствии с Законом Ставропольского края от 31 января 2020 года № 10-кз, все муниципальные образования Левокумского муниципального района были преобразованы путём их объединения в единое муниципальное образование Левокумский муниципальный округ.

## Население
| 1989  | 2002  | 2010  | 2011  | 2012  | 2013  | 2014  | 2015  | 2016  |
| ----- | ----- | ----- | ----- | ----- | ----- | ----- | ----- | ----- |
| 2564  | ↘2245 | ↘2226 | ↘2222 | ↘2209 | ↘2185 | ↘2184 | ↗2191 | ↘2178 |
| 2017  | 2018  | 2019  | 2020  |       |       |       |       |       |
| ↘2176 | ↘2174 | ↘2157 | ↗2174 |       |       |       |       |       |

### Национальный состав
По итогам переписи населения 2010 года проживали следующие национальности (национальности менее 1 %, см. в сноске к строке «Другие»):
| Национальность | Численность | Процент |
| -------------- | ----------- | ------- |
| Даргинцы       | 1269        | 57,01   |
| Русские        | 628         | 28,21   |
| Аварцы         | 120         | 5,39    |
| Чеченцы        | 61          | 2,74    |
| Кумыки         | 36          | 1,62    |
| Корейцы        | 25          | 1,12    |
| Другие         | 87          | 3,91    |
| Итого          | 2226        | 100,00  |

## Состав сельского поселения
| № | Населённый пункт | Тип населённого пункта       | Население |
| - | ---------------- | ---------------------------- | --------- |
| 1 | Арбали           | хутор                        | ↘96       |
| 2 | Турксад          | село, административный центр | ↘1448     |

## Кладбище
На территории сельского поселения расположено общественное открытое кладбище площадью 30 253 м².